# Lost Soul
Lost Soul – polska grupa muzyczna wykonująca technical death metal. Powstała w 1990 roku we Wrocławiu. Do 2009 roku ukazały się cztery albumy studyjne zespołu oceniane pozytywnie zarówno przez fanów, jak i krytyków muzycznych. Ostatni Immerse in Infinity wydany w 2009 roku promowany był pierwszym w historii zespołu teledyskiem do utworu „...If The Dead Can Speak”.

## Historia
Zespół powstał w 1990 roku we Wrocławiu z inicjatywy wokalisty i gitarzysty Jacka Greckiego, basisty Tomasza Fornalskiego oraz perkusisty Adama Sierżęgi. Pierwsze utwory grupa nagrała w dwa lata później, które ukazały się na demie pt. Eternal Darkness. Kolejne demo pt. Superior Ignotum ukazało się w rok później, nagrań dokonano w czeskim Fors Studio tego samego roku. W 1995 roku grupa podpisała kontrakt z firmą Baron Records. Ponownie zrealizowane demo Superior Ignotum zostało wzbogacone o dwa dodatkowe utwory pochodzące z pierwszego wydawnictwa grupy. Niedługo potem w wyniku nieporozumień grupa zawiesiła działalność.
W 1997 roku grupa wznowiła działalność w składzie poszerzonym o gitarzystę Piotra Ostrowskiego. Rok później grupa w olsztyńskim Selani Studio zarejestrowała demo pt. ...Now is Forever. Niedługo potem grupę opuścił Tomasz Fornalski którego zastąpił znany z występów w grupie Shemhamforash basista Krzysztof Artur Zagórowicz. W tym czasie zespół wznowił działalność koncertową występując wraz z Dying Fetus, Monstrosity oraz Kataklysm ponadto Lost Soul wystąpił na festiwalach Obscene Extreme Festival i Silesian Open Air. Rok później demo pt. ...Now is Forever ukazało się na kompilacji Disco's Out, Slaughter's In nakładem wytwórni Novum Vox Mortis oraz na Polish Assault wydanej rok później przez Relapse Records.

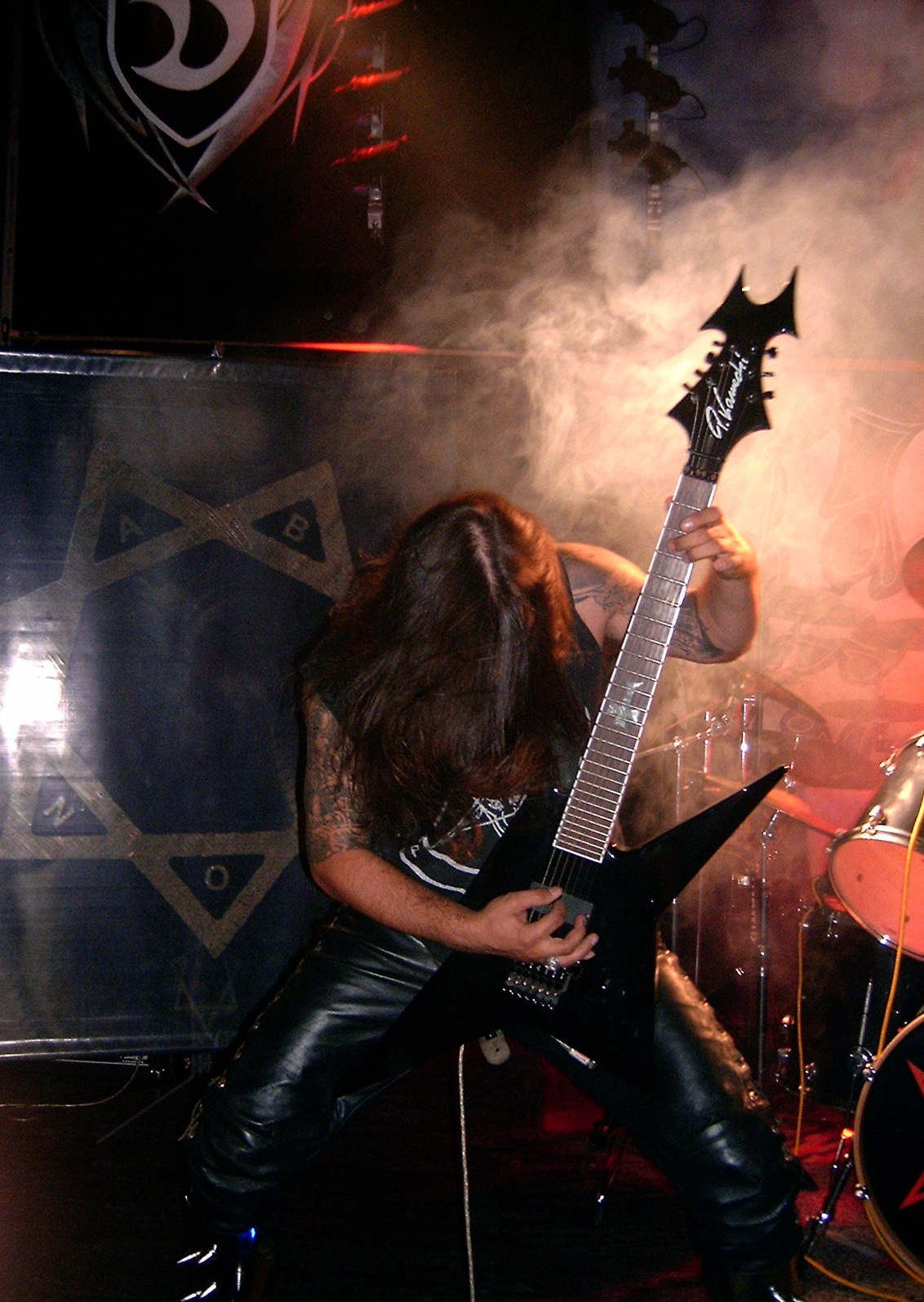
Piotr Ostrowski – były gitarzysta Lost Soul podczas koncertu, 11 września 2005 roku

W roku 2000 wydany został pierwszy studyjny album grupy pt. Scream of the Mourning Star. W Polsce wydany przez Metal Mind Records. Na świecie płyta ukazała się dzięki Relapse Records. Album spotkał się z entuzjastycznym przyjęciem zarówno fanów jak i krytyki. W maju 2002 roku grupa podpisała kontrakt płytowy z polską wytwórnią Empire Records opiewający na wydanie drugiej płyty pt. Ubermensch (Death of God). Album ukazał się w Polsce w sierpniu by kilka miesięcy później zespół podpisał kontrakt z Osmose Productions.
W październiku 2002 roku grupa wzięła udział w Thrash'em All Festiwal, grając w dziesięciu największych miastach Polski wspólnie z grupami Monstrosity, Vomitory, Trauma, Dissenter, Sceptic oraz Contempt. Niedługo potem z powodów osobistych Krzysztof Artur Zagórowicz opuścił grupę. Jego miejsce zajął Paweł Michałowski z którym to już grupa wystąpiła na Hell Festival m.in. z grupami Kat i Ancient Rites. W 2003 roku występuje podczas koncertów w kraju wraz z grupami Hell-Born i Quo Vadis, ponadto po raz pierwszy Lost Soul wystąpił na Metalmania Festival wraz z grupami Samael, Marduk, Vader, Saxon czy Malevolent Creation.
3 marca 2003 roku odbyła się światowa premiera albumu Ubermensch (Death of God), by w czerwcu zespół mógł wyruszyć na Empire Invasion Tour wraz z grupami Dies Irae, Hate oraz Esqarial. Niedługo potem grupę opuścił Paweł Michałowski, na którego miejsce powrócił Tomasz Fornalski. W tym składzie w kwietniu 2004 roku w białostockim Hertz Studio grupa nagrała album pt. Chaostream na którym zespół po raz pierwszy zdecydował się wykorzystać 7-strunowe gitary. W lipcu tego roku zespół ponownie opuszcza Tomasz Fornalski i zastępuje go Damian „Czajnik” Czajkowski. W październiku zespół wziął udział w  trasie koncertowej Blitzkrieg II z grupami Vader, CETI i Crionics, występując w siedemnastu miastach Polski.
Album Chaostream został wydany w 2005 roku nakładem Wicked World Records (sublabel Earache Records). Okładkę wydawnictwa namalował grecki artysta Seth Siro Anton. Płyta była promowana podczas trzech tras koncertowych. Pierwszą była kwietniowo-majowa trasa Mega Strike Europe in Chaos Tour 2005 wraz z grupami Fleshgore oraz Sanatorium w dziesięciu krajach Europy, obejmując 24 miasta. Kolejną była trasa koncertowa Summer Tour 2005, która odbyła się w czerwcu wraz z zespołami Vader i Desecreation w trzech krajach Europy i objęła 10 miast. Trzecią trasą koncertową był Blitzkrieg III odbywający na przełomie września i października w 48 miastach Polski i Europy. Lost Soul wystąpił wraz z grupami Anorexia Nervosa, Rotting Christ i Vader.

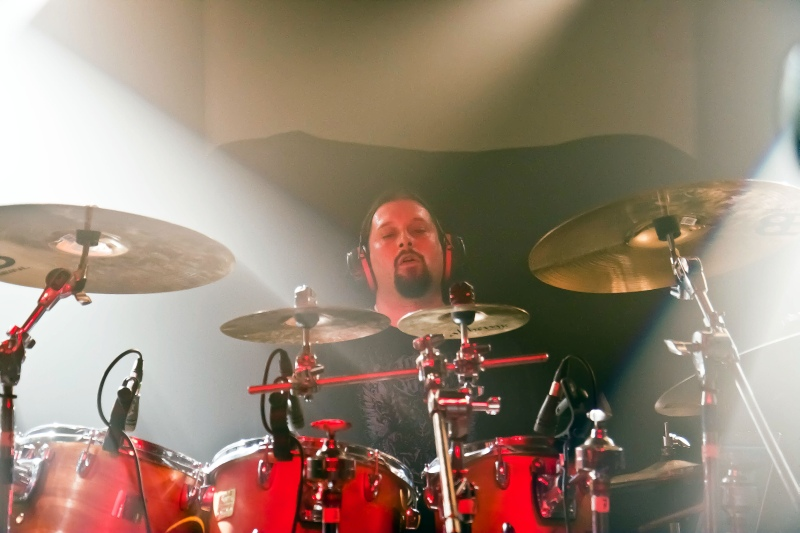
Krzysztof „Desecrate” Szałkowski podczas koncertu w krakowskim klubie Loch Ness, 26 sierpnia 2010 roku

W 2006 roku w zespole doszło do rozłamu w wyniku którego odeszli Adam Sierżęga i Piotr Ostrowski. W 2008 roku szeregi zespołu uzupełnił perkusista Krzysztof „Desecrate” Szałkowski znany z występów w formacjach Naamah, Pyorrhoea i Gortal. Na początku 2009 roku do grupy dołączył drugi gitarzysta Dominik „Domin” Prykiel. W odnowionym składzie zespół przystąpił do prac nad czwartym albumem pt. Immerse in Infinity. Wydawnictwo ukazało się 6 października tego samego roku nakładem Witching Hour Productions. W ramach promocji do utworu „...If The Dead Can Speak” przez firmę Endorfina został zrealizowany teledysk. Ponadto zespół wystąpił gościnnie na dwóch koncertach w ramach trasy koncertowej Blitzkrieg V wraz z Vader i Marduk podczas której zostały zaprezentowane utwory pochodzące z płyty Immerse in Infinity.
W roku 2010 zespół w ramach promocji najnowszego wydawnictwa wystąpił jako gość specjalny na dwuczęściowej trasie koncertowej Aealo Tour z zespołem Rotting Christ, w jedenastu polskich miastach. Zespół zagrał tego roku na kilku festiwalach, m.in. na czeskim XV Brutal Assault, oraz wystąpił na pojedynczych koncertach supportując min. grupy takie jak Bolt Thrower czy Gojira. Na początku grudnia z okazji 20. urodzin zespołu, grupa zagrała specjalny koncert pod nazwą „Genesis – XX Years Of ChaoZ” we wrocławskim klubie Madness, którego nazwa była jednocześnie zapowiedzią nowego albumu jubileuszowego. Obok Lost Soul na koncercie wystąpiły zespoły Trauma, Hermh, Crionics, Gortal, F.A.M. i Extinct Gods. Na początku 2012 roku z zespołu odeszli Szałkowski i Prykiel. Nowymi członkami grupy zostali gitarzysta Marek Gołaś, znany z występów w Sammath Naur oraz związany z Christ Agony – perkusista Paweł „Paul” Jaroszewicz, który jednakże opuścił zespół kilka miesięcy później.

## Muzycy

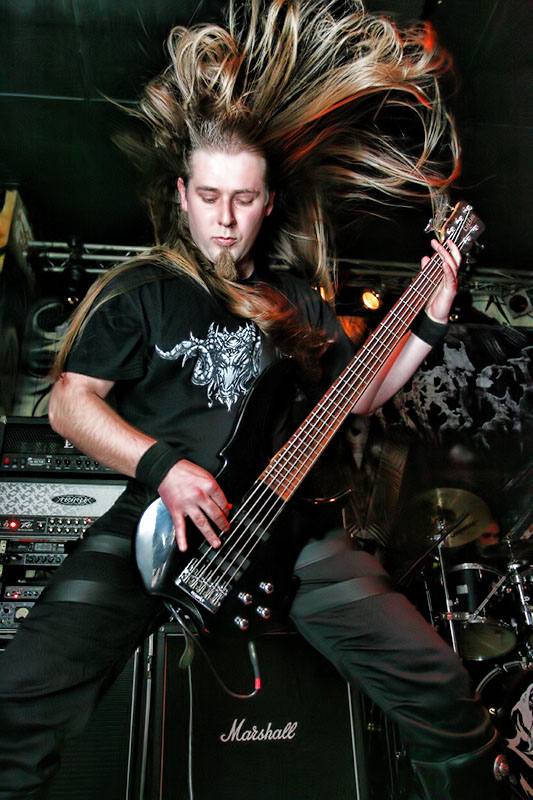
Damian „Czajnik” Czajkowski podczas koncertu we wrocławskim klubie Madness, 20 kwietnia 2010

| Obecny skład zespołu - Jacek Grecki – gitara, wokal prowadzący (1990-1995, od 1997) - Rafał Przewłocki – gitara basowa (od 2017) - Michał Włosik – gitara (od 2017) - Rafał Miedziński – perkusja (od 2017) |  | Byli członkowie zespołu - Piotr Ostrowski – gitara (1997-2006) - Dominik „Domin” Prykiel – gitara (2009-2012) - Adam Sierżęga – perkusja (1990-1995, 1997-2006) - Krzysztof „Desecrate” Szałkowski – perkusja (2008-2012) - Paweł „Paul” Jaroszewicz – perkusja (2012) - Tomasz Fornalski – gitara basowa (1990-1995, 1997-1998, 2003-2004) - Krzysztof Artur Zagórowicz – gitara basowa (1998-2002) - Paweł Michałowski – gitara basowa (2002-2003) - Damian „Czajnik” Czajkowski – gitara basowa, wokal wspierający (2004-2016) - Marek Gołaś – gitara, wokal wspierający (2012-2016) - Asmodeus Draco Dux – perkusja, wokal wspierający (2012-2016) |

## Dyskografia
Albumy studyjne

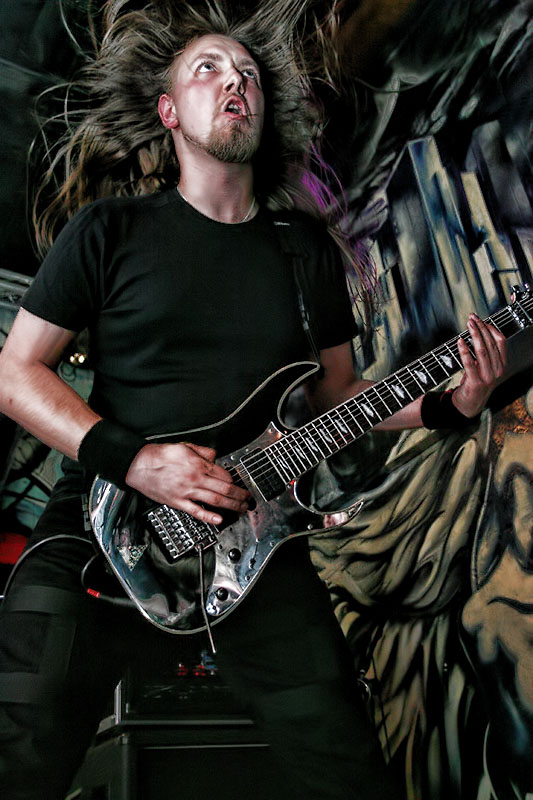
Dominik „Domin” Prykiel podczas koncertu we wrocławskim klubie Madness, 20 kwietnia 2010

- Scream of the Mourning Star  (2000, Relapse Records, Metal Mind Productions)
- Ubermensch (Death of God) (2002, Osmose Productions, Empire Records)
- Chaostream (2005, Empire Records, Wicked World, Earache Records)
- Immerse in Infinity (2009, Witching Hour Productions)
- Atlantis - The New Beginning (2015, Apostasy Records)

Dema
- Eternal Darkness (1993, wydanie własne)
- Superior Ignotum (1994, Baron Records)
- ...Now Is Forever (1998, wydanie własne)

Kompilacje
- Genesis – XX Years of Chaoz (2013, Witching Hour Productions)

Kompilacje różnych wykonawców
- Disco's Out, Slaughter's In (1999, Novum Vox Mortis)
- Polish Assault (2000, Relapse Records)

## Teledyski
- „...If The Dead Can Speak” (2009, realizacja: Endorfina)[13]

## Nagrody i wyróżnienia
| Rok  | Kategoria                             | Nagroda                          | Nota      |
| ---- | ------------------------------------- | -------------------------------- | --------- |
| 2010 | Najlepszy album (Immerse in Infinity) | Podsumowanie Musicarena.pl, 2009 | 2 miejsce |
| 2011 | Zespół roku – Polska                  | Plebiscyt Metalnews.pl, 2010     | 2 miejsce |